# Georg Stahlhuth

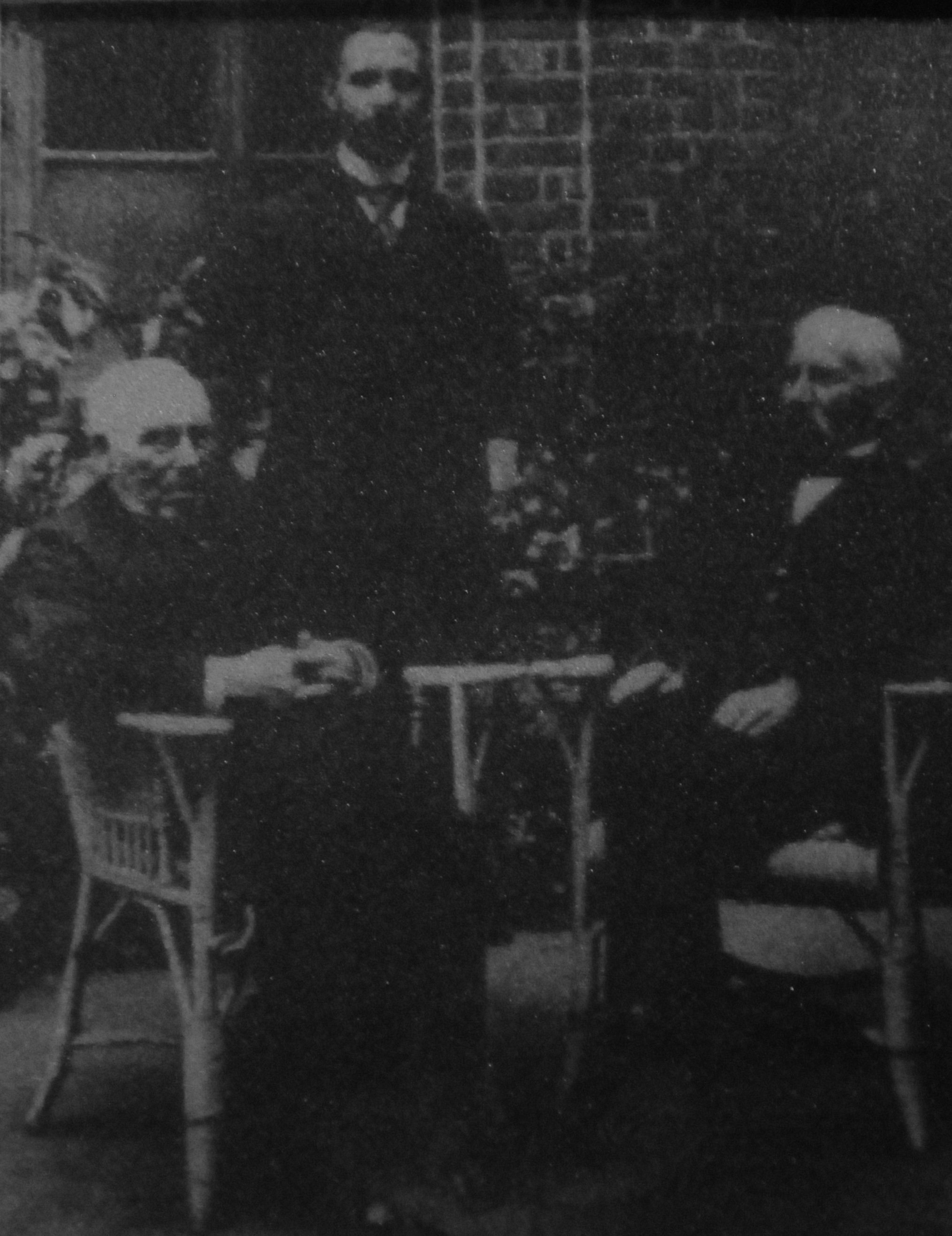
Georg, Ludwig Georg und Eduard Stahlhuth

Georg Stahlhuth (* 14. November 1830 in Hildesheim; † 9. Februar 1913 vermutlich in Aachen) war ein deutscher Orgelbauer und Begründer der Orgelbauanstalt Georg Stahlhuth & Co m.b.H.

## Leben und Werk
Er erlernte zunächst bei seinem Vater Wilhelm in Hildesheim das Orgelbauhandwerk in den Grundzügen und ging anschließend von 1849 bis 1853 bei Joseph Merklin in Brüssel in die Lehre. Danach machte er sich zunächst in Hildesheim selbständig, verlegte seine Orgelbauwerkstatt aber 1864 nach Burtscheid bei Aachen. Zusammen mit seinem Sohn Eduard errichtete er 170 Orgeln in Aachen und Umgebung, aber auch in Belgien, den Niederlanden, Luxemburg, England, Irland und Dänemark. Das Eigentümliche der Orgeln war ihre weiche romantische Intonation nach französischen und englischen Vorbildern. Da dieser Stil dem Geschmack der Zeit des Wiederaufbaus nach 1950 nicht mehr entsprach, wurden allerdings viele dieser Orgeln nicht erhalten, sondern durch Neubauten ersetzt. Sein Sohn konnte nach seinem Tod die Firma nur noch drei Jahre weiterführen, weil er schon 1916 starb, sein Enkelkind Ludwig war im Ersten Weltkrieg gefallen.
Die Firma Georg Stahlhuth Orgelbauanstalt existiert mit neuen Inhabern in Aachen weiter. Allerdings ist das Firmenarchiv mit den Werksräumen im Zweiten Weltkrieg beim letzten Fliegerangriff am 11. April 1944 untergegangen. Auch der damalige Geschäftsführer und seine Frau, die Brandwache hielten, kamen mit weiteren Mitarbeitern ums Leben.

## Werke (unvollständig)
| Jahr     | Ort                                | Gebäude                               | Bild | Manuale | Register | Bemerkungen |
| -------- | ---------------------------------- | ------------------------------------- | ---- | ------- | -------- | --- |
| 1873     | Bedburg-Kirchherten                | St. Martinus                          |      |         |          | (1494 Pfeifen) |
| 1883     | Duisburg                           | (St. Josefskirche)                    |      |         |          | |
| 1886     | Erkelenz-Keyenberg                 | Heilig Kreuz                          |      |         | 19       | fast vollständig erhalten                                                                                                 |
| 1887     | Halle (Belgien)                    | Basilika St. Martin                   |      | III/P   | 39       | 2022 restauriert, in Originalzustand versetzt                                                                             |
| 1897     | Lebach                             | Heilige Dreifaltigkeit und St. Marien |      | II/P    |          | bis 1969, Prospekt erhalten                                                                                               |
| 1898     | Wuppertal-Beyenburg                | Klosterkirche St. Maria Magdalena     |      |         |          | neues Werk in historischem Prospekt, 1970 durch Neubau ersetzt                                                            |
| 1898     | Erkelenz-Venrath                   | St. Valentin                          |      | II/P    |          | Gehäuse der Stahlhuth-Orgel beim Neubau der Orgel 1991 wieder verwendet                                                   |
| 1899     | Viersen                            | St. Joseph                            |      |         |          | |
| 1900     | Winzenburg                         | Mariä Geburt                          |      | II      | 16       | |
| 1904     | Lüdinghausen                       | St. Felizitas                         |      | II/P    | 25       | (Prospekt aus der Vorgänger-Orgel)                                                                                        |
| 1905 (?) | Kirchenbollenbach (Idar-Oberstein) |                                       |      |         |          | (Original wird restauriert)                                                                                               |
| 1905     | Wipperfürth-Agathaberg             | Pfarrkirche St. Agatha                |      |         |          | |
| 1909     | Essen-Werden                       | St. Ludgerus-Basilika                 |      |         |          | (Prospekt weiter verwendet in neuer Klaisorgel von 1983)                                                                  |
| 1910     | Glees                              | Abteikirche Maria Laach               |      | III/P   | 66       | (restauriert) |
| 1912     | Düdelingen/Luxemburg               | Pfarrkirche St. Martin                |      |         |          | zusammen mit seinem Sohn Eduard Stahlhuth; siehe Orgel der Pfarrkirche St. Martin (Düdelingen)                            |
| 1912     | Erkelenz-Keyenberg                 | Heilig Kreuz                          |      |         |          | Abbau der Orgel von 1886 wegen Umbau und teilweisem Neubau der Kirche. 1914 auf der neu erbauten Empore wieder aufgebaut. |
| 1912     | Ottmarsheim                        | Klosterkirche                         |      |         |          | |